# Karol Scheiblers palæ
Karol Scheiblers palæ (polsk Pałac Karola Scheiblera) ligger ved Sejrspladsen (det tidligere Vandtorvet) i Łódź. Det er en af tre palæresidenser i det urbanistiske kompleks Księży Młyn.
Palæet blev oprindeligt rejst som en beskeden, enetages bygning i 1856, og var fra den tid af fabrikantens faste bosted. I 1860'erne blev en ny etage påbygget efter tegninger af Karol Jan Mertsching, og bygningen fik da en mere representativ karakter. Paladset var den første fabrikantresidens af denne type i Łódź. 
Efter Scheiblers død blev det i årene 1884-1887 ombygget i neorenæssancestil efter tegninger af Edward Lilpop fra Warszawa. Det gav palæet dets nuværende udseende. Bygningen fik blandt andet et asymmetrisk placeret tårn, som viser indflydelse fra toskansk arkitektur. Ved elevationen mod haven, blev der bygget en risalitt med terrasse.
Det stilrige palæindretning står i kontrast til den noget beskedne palæbygning, skønt det ikke er ligeså overdådig udsmykket som i Izrael Poznańskis palads. Scheiblers palæ skulle først og fremmest tjene som bosted, og representative sale findes derfor kun i stueetagen. De er prydet med rigt udsmykkede kaminer og pejse, mens væggene er dækket med vævet stof, paneler og keramiske plader. I en af salene findes også en smuk mosaik fra Antonio Salviattis værksted i Venedig]. Tagene er dekoreret med allegoriske malerier. Det meget rige inventar kommer fra Berlin, Paris og Dresden. 
Palæet huser i dag Kinematografimuseet (Muzeum Kinematografii) som viser Łódź’ rige filmhistorie.

## Eksterne Henvisninger
- Kinematografimuseets hjemmeside

51°45′34″N 19°28′29″Ø / 51.75944°N 19.47472°Ø